# Pirazină
Pirazina este un compus heterociclic cu formula chimică C
4H
4N
2. 

## Obținere
Sinteza Staedel-Rugheimer (1876): 2-cloroacetofenona reacționează cu amoniacul formând o amino-cetonă, care apoi suferă o reacție de condensare și de oxidare formând pirazina. O variantă a reacției este sinteza Gutknecht (1879), care de asemenea se bazează pe auto-condensare, dar presupune o altă metodă de formare a amino-cetonei.
Sinteza Gastaldi (1921) este o altă variantă de sinteză: